# 宋辽金夏
宋辽金夏，又称辽宋夏金（按政权建立时间排序），是对中國歷史上的宋朝、遼朝（包括南、北、西辽）、金朝和西夏四朝之合称，反映出两宋（即北宋和南宋）和与它同时存在的北方主要边疆少数民族政权的对峙局面。四個朝代亦非同時期出現。北宋與遼朝和西夏對峙，南宋則和金朝南北對峙（南宋不與西夏接壤），河套和燕雲十六州在北宋時被遼和西夏佔有，金朝則在南侵（金滅遼之戰和宋金戰爭）之後佔有淮北和秦嶺以北。
这四个朝代分别由不同的民族所建立：宋朝为汉族、辽朝为契丹族、金朝为女真族、西夏为党项族，當中以宋朝延續最長久。

## 歷史
自唐朝灭亡开始，直到元朝建立，中国本土（包括华北和华南）一直处于以这四朝为主的互相竞争局面，并穿插着如位居西南的大理，南部的安南等國。
与“宋辽金夏”相关的并称还有辽宋夏金元等。
“宋遼金夏”和魏晉南北朝時期不同的是，作為漢人政權的北宋在167年間雖然仍然控制中原，但南宋則失去了中原的領土，在建炎南渡後和金朝南北對峙。然而相似的地方也不少，若不計五代十國，則兩者都存在於興盛的統一王朝之間：魏晉南北朝為秦漢及隋唐之間，「宋遼金夏」為隋唐及元明清之間，魏晉南北朝時曾有西晉短暫統一中國，而宋遼金夏時則有北宋的局部統一中國。